# ماريا أرياس بيرنال
ماريا أرياس بيرنال (بالإسبانية: María Arias Bernal)‏ هي مُدرسة مكسيكية، ولدت في 1884 في مدينة مكسيكو في المكسيك، وتوفي بنفس المكان في 1923.